# Дивак, Виктория Викторовна
Викто́рия Ви́кторовна Дива́к (7 мая 1993, Волгоград — 17 апреля 2023, Астрахань) — российская гандболистка, выступавшая на позиции центральной и левой полусредней, трёхкратная чемпионка России, серебряный призёр летних юношеских Олимпийских игр 2010 года. Дочь футболиста Виктора Дивака. Мастер спорта России.

## Биография
Родилась 7 мая 1993 года в Волгограде.
Воспитанница волгоградского гандбола. В начале игровой карьеры Виктория выступала за клуб «Динамо-Синара», выиграв с ним с 2011 по 2013 год трижды чемпионат России. До конца сезона 2016/17 выступала за «Кубань», два сезона провела в Европе, играя за французский клуб «Ашенхайм Трухтерсхайм» и немецкий «Халле-Нойштадт». За французский клуб играла с августа 2017 года в Первой национальной лиге Франции, в июне 2018 года выиграла с клубом чемпионат, победив соперниц из Сен-Дени со счётом 38:22 и забив 10 мячей в финальной игре, благодаря чему получила приз лучшего игрока. В сезоне 2018/19 играла за клуб «Халле-Нойштадт», выступая под номером 77 (как и во Франции). В сезоне 2019/20 играла в составе белорусского «Гомеля» под номером 13 и стала чемпионкой Белоруссии. В 2021 году перешла в клуб «Астраханочка», где стала одним из лидеров команды. В сезоне 2021/22 стала лучшим бомбардиром «Астраханочки» в чемпионате России — 98 голов в 26 матчах. На предварительном этапе чемпионата России 2022/23 Дивак приняла участие в 33 из 34 игр и была вторым бомбардиром «Астраханочки» — 98 голов с игры после 146 бросков (лучшим бомбардиром была Полина Шаркова со 194 голами).
В составе сборной России из девушек не старше 17 лет Виктория завоевала серебро на чемпионате Европы 2009 года в Сербии, когда россиянки уступили Дании 23:24. 25 августа 2010 года в Сингапуре Дивак стала серебряным призёром летних юношеских Олимпийских игр 2010 года, россиянки в финале уступили команде Дании 26:28, хотя вели 25:20 за 10 минут до конца.

## Смерть
Днём 16 апреля 2023 года в Астрахани Виктория играла в матче чемпионата России «Астраханочка» — ЦСКА (28:37). Дивак провела на площадке 41 минуту и забила 2 мяча после 2 бросков.
17 апреля 2023 года Виктория погибла в Астрахани, выпав из балкона восьмого этажа дома № 10 по улице Софьи Перовской. По словам тренера «Астраханочки» Алексея Алексеева, тело спортсменки обнаружили в 14 часов. Соболезнование в связи с трагической кончиной гандболистки выразили ряд женских и мужских гандбольных клубов, а также ФГР и ОКР. Похоронена 20 апреля на кладбище в поселке Городище под Волгоградом. На прощание со спортсменкой приехала первая и последняя команда в карьере гандболистки — волгоградская «Динамо-Синара» и «Астраханочка» соответственно. 21 апреля «Динамо-Синара» и «Астраханочка» играли в Волгограде в рамках чемпионата России, гандболистки «Астраханочки» вышли почтить память гандболистки перед матчем в футболках с ее изображением.
Все матчи последнего тура этапа победителей Чемпионата России начинались с минуты молчания.

## Звания и награды
- Мастер спорта России
- Серебряный призер Чемпионат Европы U-17: 2009
- Серебряный призер Летних юношеских Олимпийских игр: 2010
- Чемпион России: 2011, 2012, 2013
- Бронзовый призер Кубка России: 2016
- Чемпион Второй национальной лиги Франции: 2018
- Чемпион Белоруссии: 2020
- Серебряный призер Чемпионата Белоруссии: 2021
- Обладатель Кубка Белоруссии: 2020, 2021